# Едвард Адріан Вілсон
Е́двард А́дріан Ві́лсон (англ. Edward Adrian Wilson 23 липня 1872, Челтнем — 29 березня 1912, Антарктида) — британський полярний дослідник, зоолог, орнітолог, лікар, фізіолог, художник. Учасник двох антарктичних експедицій Роберта Скотта. Його ілюстрації до праці Хемілтона A History of British Mammals вважаються класичними.

## Дитинство і юність
Вілсон народився в районі Монпельє міста Челтнем у графстві Глостершир 23 липня 1872 року. Він був другим сином і п'ятою дитиною у сім'ї лікаря д-ра Едварда Томаса Вілсона (1832–1918) і його дружини, Мері Агнес, (уродж. Вішов, 1841–1930).
Дитинство і більшу частину своєї юності провів на фермі, де батьки його матері розводили птицю, тому дуже рано його увагу привернула орнітологія, природничі науки і малювання. Закінчив підготовчу школу в Кліфтоні, (Бристоль), в дев'ятирічному віці заявив, що стане натуралістом. Після невдалої спроби отримати стипендію на навчання, відвідував Челтнемський чоловічий коледж екстерном. Батько заохочував його заняття наукою і живописом. У 1891 році склав іспити з відзнакою і вступив до коледжу Гонвіль і Кейс (Кембриджський університет), де спеціалізувався з природничих наук. Закінчив коледж у 1894 році, здобувши ступінь бакалавра медицини. У період навчання він став суто віруючим християнином і до кінця своїх днів був схильний до аскетизму. У 1898 році удостоєний ступеня доктора медицини в медичній школі Госпіталю Сент-Джордж (St George's, University of London) в Лондоні. У вільний час практикував як місіонер у нетрях лондонського Баттерсі. Незадовго до здобуття докторського ступеня був госпіталізований з туберкульозом легень — наслідком місіонерської діяльності. Лікувався в санаторіях Норвегії та Швейцарії, де відточив навички художника. У 1900 році здобув право на заняття медичною практикою, і був призначений молодшим ординатором у Челтнемському госпіталі. У тому ж 1900 році був обраний дійсним членом Британського орнітологічного товариства. 16 липня 1901 року одружився з Оріаною Соупер, всього за місяць до відправлення в дорогу як члена Британської антарктичної експедиції 1901—1904 років Роберта Фолкона Скотта на кораблі «Діскавери».

## Експедиція «Діскавери»

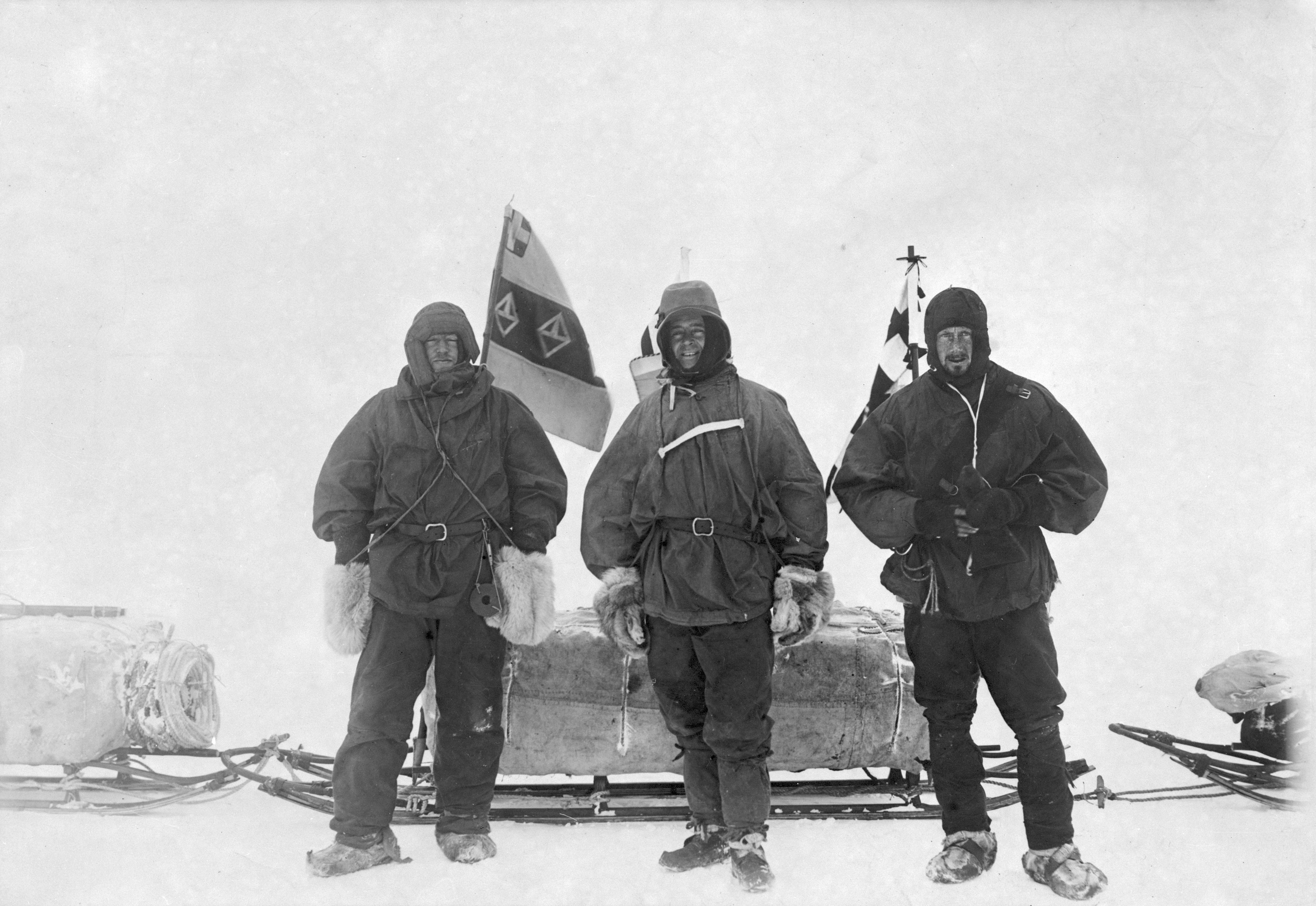
Учасники санної експедиції перед дорогою. 2 листопада 1902 року
Зліва направо: Шеклтон, Скотт, Вілсон

Вілсон взяв участь у двох експедиціях до Антарктиди, Британських національних антарктичних експедиціях: «Діскавери» та «Терра Нова», під керівництвом Роберта Скотта. В першій, з 1901 по 1904 роки, Вілсон виступив як помічник лікаря, зоолог і штатний художник. Вирушивши в експедицією 6 серпня 1901 року, вони досягли Антарктиди в січні 1902 року.
2 листопада 1902 року, Вілсон разом зі Скоттом і Ернестом Шеклтоном вирушили до Південного полюса і досягнувши 31 грудня 1902 року 82° 17' пд.ш., пройшовши при цьому на 300 миль далі на південь, ніж будь-хто до них, за 480 миль від Південного полюса вимушені були повернути назад. Головною причиною їх повернення була нестача провіанту, крім того, мандрівники не змогли впоратися з їздовими собаками, після чого Скотт помилково визнав їх непридатними для полярних експедицій. Зворотний шлях завдовжки 960 миль був дуже важким: фізичний стан Шеклтона швидко гіршав, він дістав важку пневмонію і кашляв кров'ю, сани довелося тягнути Скотту і Вілсону, які самі фізично дуже страждали. Вілсон і Шеклтон захворіли цингою, і нарешті після 93 днів подорожі в лютому 1903 року вони досягли «Діскавери
». Шеклтон був відправлений на батьківщину на допоміжному судні «Morning». А Вілсона надзвичайно зацікавила анатомія і фізіологія розмноження імператорських пінгвінів, і він здійснив у вересні-грудні 1903 року похід на мис Крозьє. Виявилося, що досліджувати їх у природному середовищі існування слід було в середині зими. Така можливість з'явилася тільки в 1911 році, під час експедиції «Терра Нова».
Після повернення у Шеклтона зі Скоттом виникли суперечності, і у 1907 році Шеклтон, планує свою власну першу полярну антарктичну експедицію на судні «Німрод», запросивши Вілсона взяти в ній участь, але Вілсон, із лояльності до Скотта, відмовився. В цей же час він активно зайнявся паразитологією птахів і ілюструванням зоологічних книг.

## Експедиція «Терра Нова»

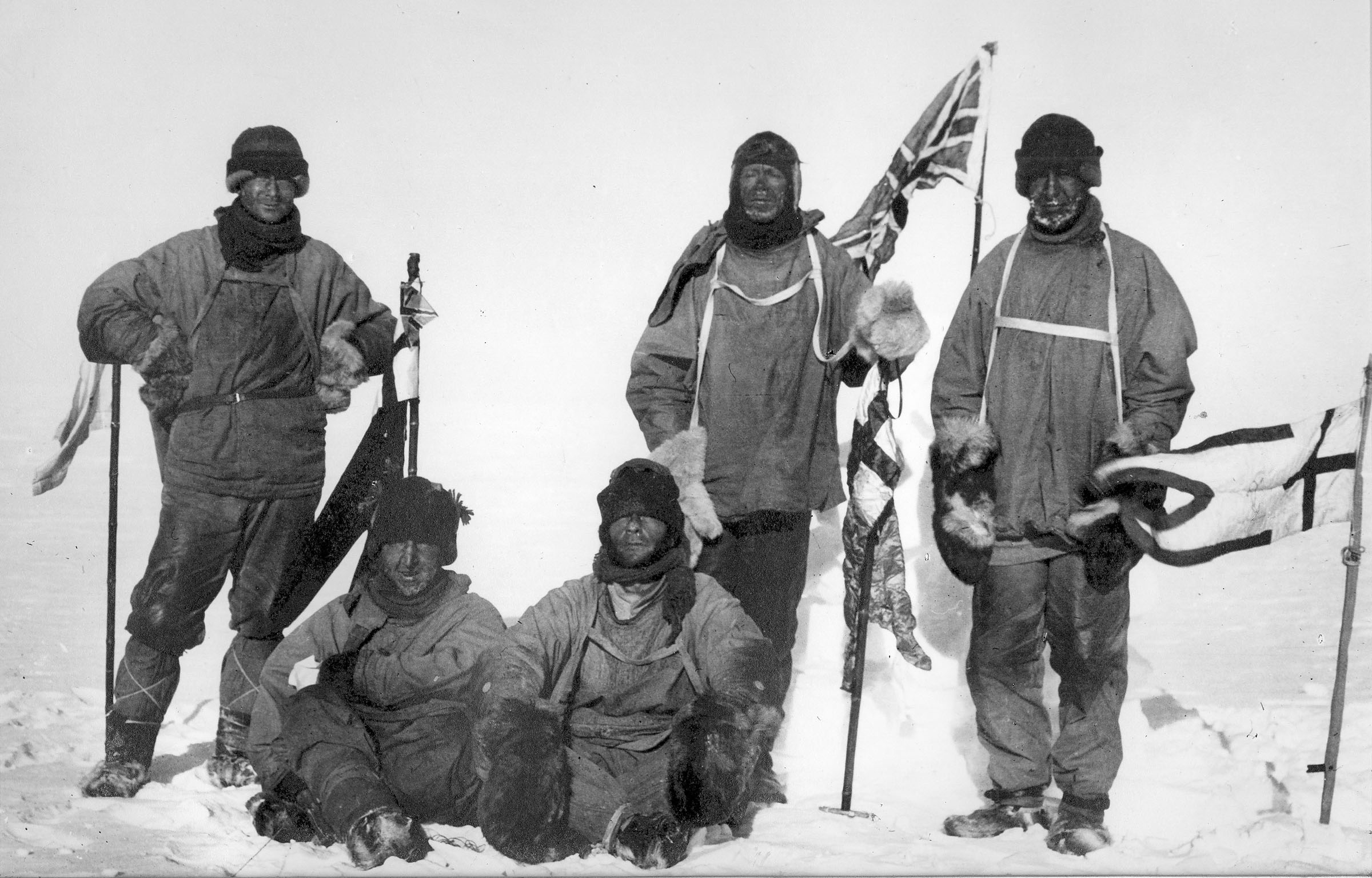
Команда Скотта на Південному полюсі 18 січня 1912. Стоять: Оутс, Скотт, Вілсон. Сидять: Боверс, Е. Еванс. Це остання фотографія, зроблена групою Скотта

15 червня 1910 року Вілсон вирушив до Кардіффа на барк «Терра Нова», як начальник штабу другої Британської національної антарктичної експедиції Роберта Скотта. Після чого, роблячи зупинки на островах Мадейра, Тринідад, в Південній Африці, Австралії і Новій Зеландії, після якої «Терра Нова» опинилася в льодовій пастці на цілих 3-и тижні, експедиція нарешті, прибула на мис Еванса (остров Росса) в протоці Мак-Мердо на початку січня 1911 року. За три тижні була побудована база для зимівлі і наукових досліджень на острові Росса, яка включала будівлю для проживання членів експедиції, приміщення для тварин і склади для провіанту, палива і спорядження. Все було підготовлено до подорожі на Південний полюс наступної південної «весни».
Антарктичною зимою в полярну ніч в липні — серпні 1911 року Вілсон, його асистент Епслі Черрі-Гаррард і лейтенант Генрі Робертсон Боверс здійснили похід на мис Крозьє (східна окраїна острова Росса) для досліджень яєць пінгвінів, випробувань полярного спорядження в період полярної ночі, а також виконання програми геологічних, магнітних і метеорологічних досліджень.:397 60-мильний вояж був здійснений майже в повній темряві при температурі −56° C. Одного разу сильним вітром було знесено їх намет, після чого троє мандрівників майже дві доби провели на снігу, просто неба в спальних мішках, чекаючи закінчення заметілі. 1 серпня, змучені і обморожені, троє полярників повернулися на зимівельну базу після п'яти тижнів досліджень. Вілсону вдалося здобути три насиджених яйця імператорського пінгвіна. Черрі-Гаррард у своїх мемуарах «Найжахливіша подорож на світі» (1922) назвав цей похід «Зимовою експедицією».
Капітан Скотт, Едвард Вілсон і ще 14 інших членів експедиції вирушили з базового табору на мисі Еванса до Південного полюса 1 листопада 1911 року. Під час 1 440-кілометрової подорожі в заздалегідь визначених місцях частина членів експедиції повертали назад, доставивши необхідні припаси для закладки чергового перевалочного табору. 4 січня 1912 року на широті 87° 32' Скотт ухвалив рішення щодо того, хто зробить основний ривок до полюса, який знаходився за 269 кілометрів на південь. Цими людьми стали: Роберт Скотт, Едвард Адріан Вілсон, Генрі Робертсон Боверс, Едгар Еванс і Лоуренс Оутс.

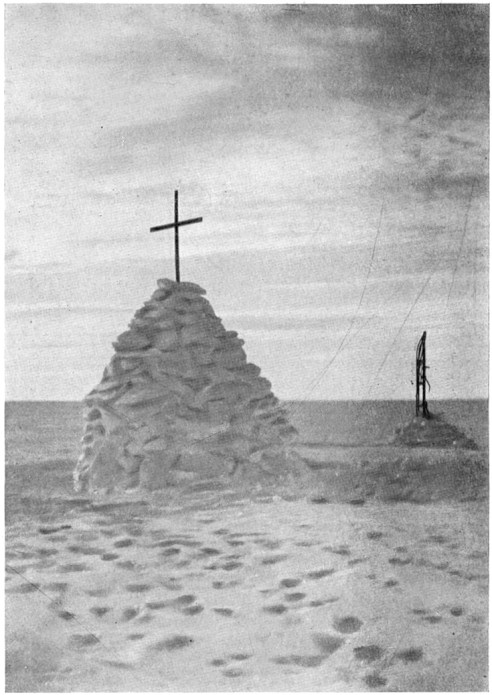
Могила Скотта, Вілсона і Боверса. 12 листопада 1912

18 січня 1912 року, бувши сильно виснаженими, вони досягли Південного полюса, як виявилося, через 35 днів після Руаля Амундсена. Під час надзвичайно важкого зворотного шляху, Вілсон знайшов сили, щоб зібрати і нести з собою 14 кг гірських порід, які він знайшов на моренах льодовика Бірдмора, виявивши на них відбитки доісторичних рослин. Він, до того ж, розтягнув зв'язки на нозі, що дуже заважало йому рухатися.
17 лютого 1912 року помер Е. Еванс від наслідків черепної травми, яку дістав напередодні, впавши в льодовикову тріщину 4 лютого. Сильно обморозивши обидві ноги і страждаючи від гангрени, 16 березня Оутс пішов у снігову заметіль, щоб не обтяжувати своїх товаришів. Ще 11 березня стався великий конфлікт між Скоттом і Вілсоном: начальник експедиції розпорядився видати всім учасникам походу смертельні дози опіуму, на випадок, якщо страждання виявляться нестерпними, погрожуючи своєю владою вилучити і зламати аптечку. Вілсон як дуже набожна людина переконав його чекати кінця по-християнськи.
23 березня група Скотта була зупинена бураном за 11 миль від проміжного складу, при цьому вони мали гасу на один день і їжі — на два. На той час тільки Скотт вів записи в щоденнику і відраховував час. Останній запис у щоденнику Роберта Скотта датований 29 березня 1912 року. Вони знаходилися всього за 148 миль (264 км) від своєї бази.
12 листопада 1912 року, доктор Едвард Аткінсон і Епслі Черрі-Гаррард виявили намет Скотта під час пошуків. Судячи зі звіту Аткінсона, Скотт помер останнім. Він лежав посередині намету, розкривши розвороти спального мішка і розстебнувши куртку, руку він поклав на тіло Вілсона. Вілсон і Боверс були акуратно зав'язані в спальні мішки. Тіла не чіпали, прибравши підпірки намету, який послужив загиблим саваном. Над могилою було насипано курган із снігу, льоду і каміння, на вершині якого встановили хрест, зроблений із лиж. Коли звістка про трагедію досягла Великої Британії в лютому 1913 року вона спричинила такий національний траур, яких рідко хто бачив в країні.

## Пам'ять

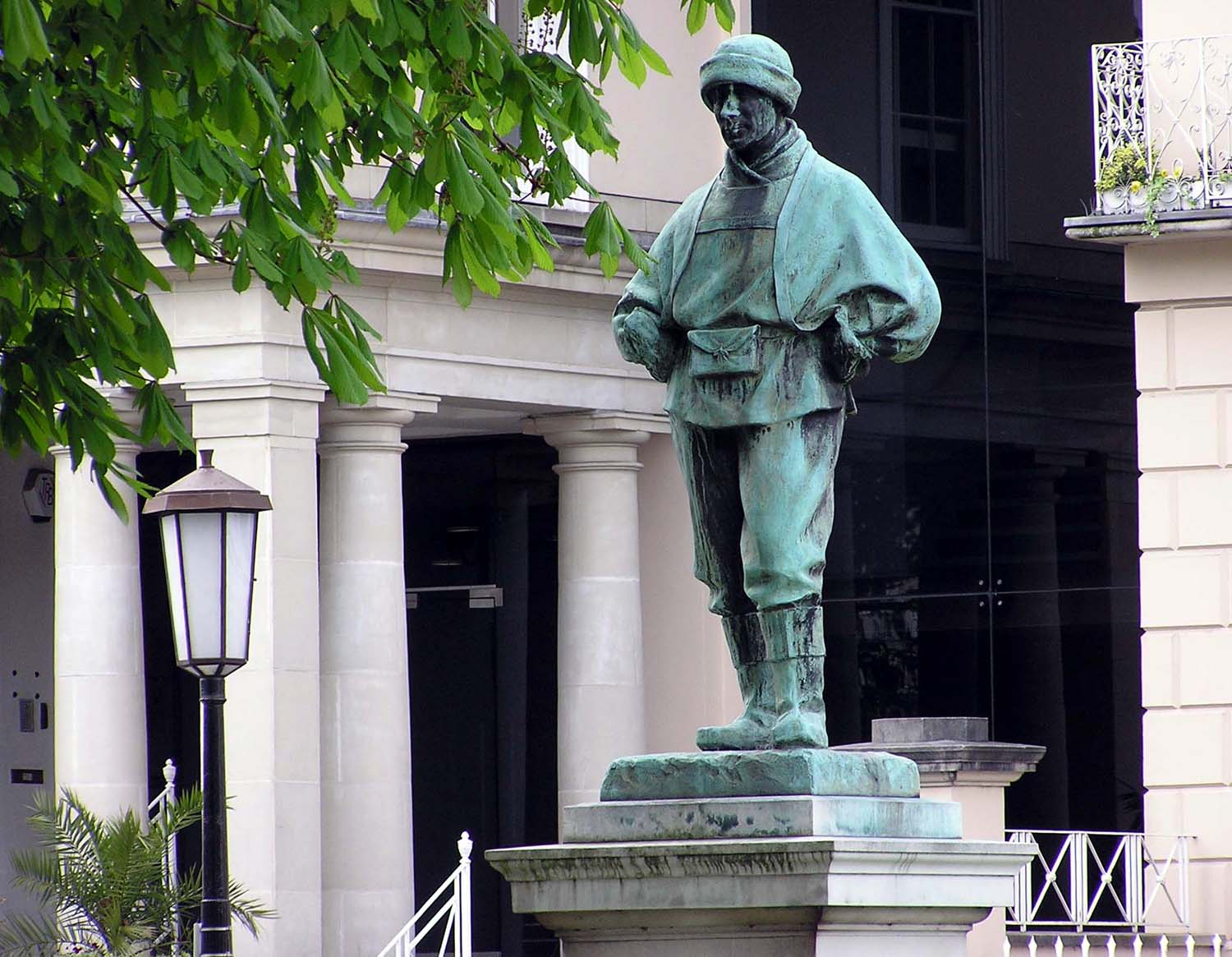
Статуя Е. Вілсона в Челтнемі

Прапор коледжу «Гонвіль і Кейс», який Вілсон здійняв над Південним полюсом, переданли й він зберігається у Кембридзькому університеті.
9 липня 1914 року в Челтнемі на набережній було відкрито пам'ятник Вілсону, виготовлений вдовою капітана Скотта — Кетлін Скотт. Відкривав пам'ятник колишній президент Королівського географічного товариства, полярний дослідник — сер Клемент Маркхем. У місцевому музеї також була відкрита невелика експозиція, присвячена Вілсону.
На честь Вілсона також названі початкова школа в одному із районів Лондона — Паддінгтоні, та студентське кафе — в медичному університеті Сент-Джордж.
У фільмі «Скотт із Антарктики», знятому у 1948 році, роль Вілсона виконав актор Гарольд Варрендер.
У 1985 році відбулася прем'єра міні-серіалу «Останнє місце на Землі» виробництва BBC, знятого за книгою «Скотт і Амундсен» (1979) біографа-журналіста Роланда Хантфорда. Роль Вілсона виконав актор Стівен Мур..